# Bałtycka Landeswehra

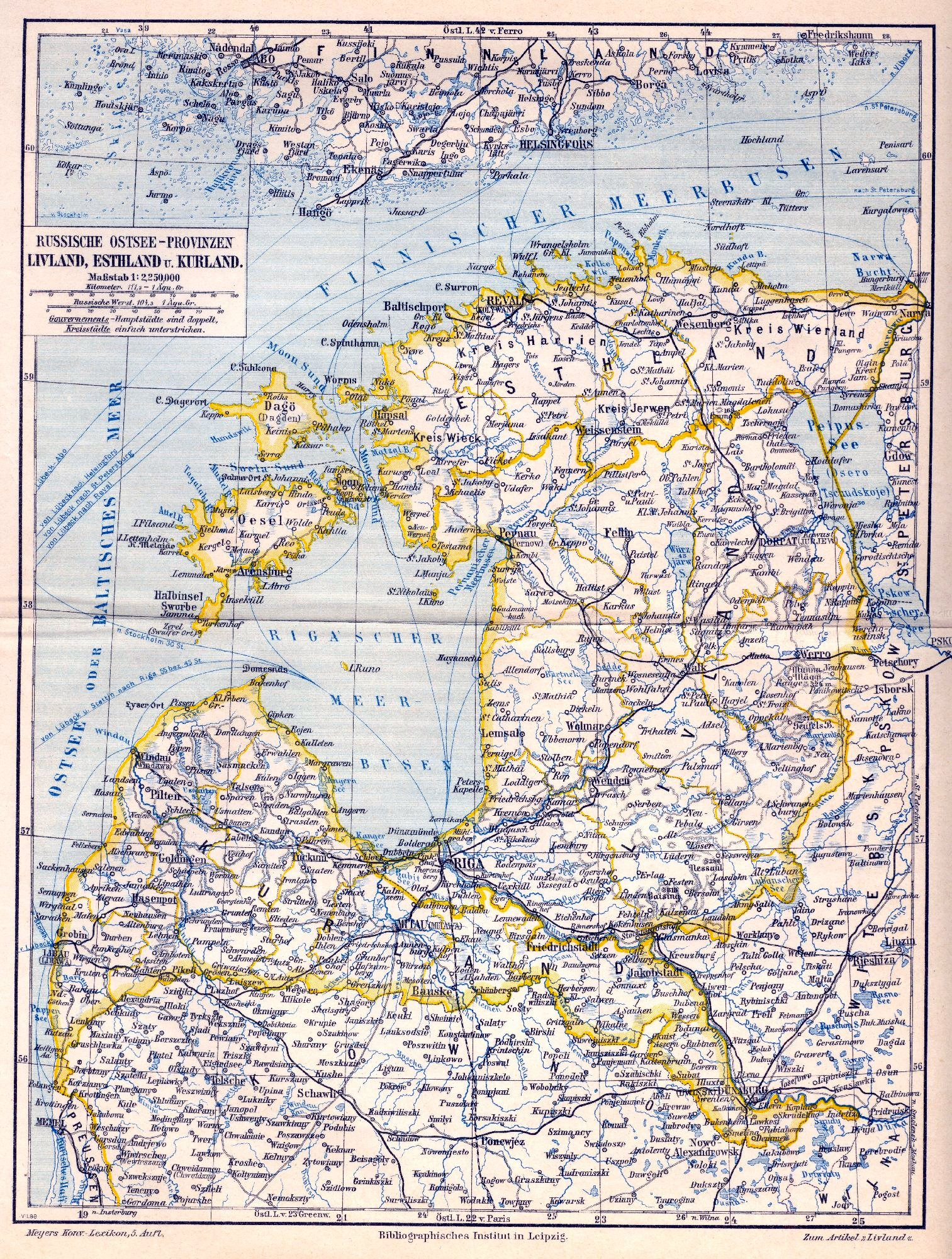
Ziemie łotewskie i estońskie przed rewolucją lutową 1917 roku

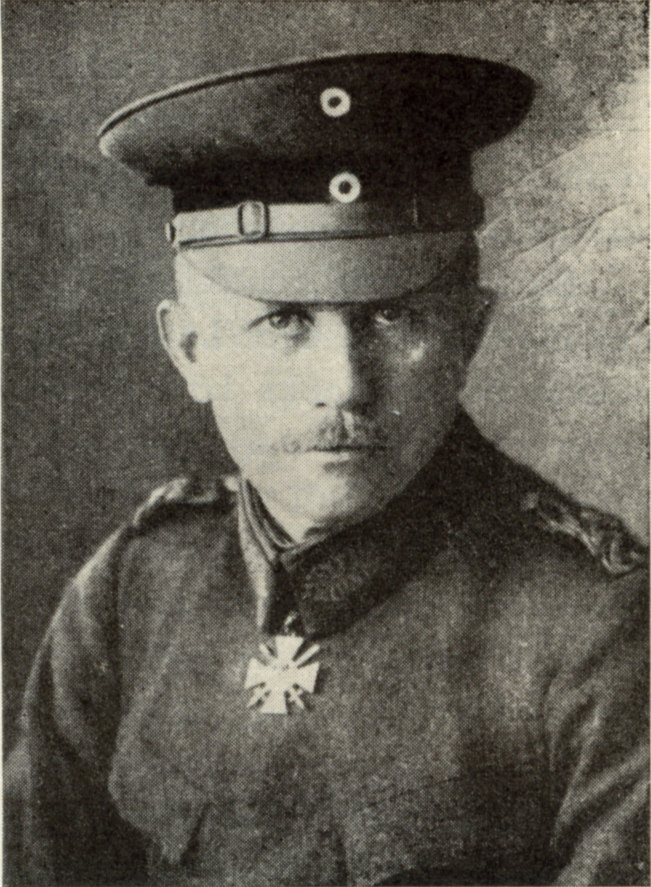
Generał Rüdiger von der Goltz

Bałtycka Landeswehra (niem. Baltische Landeswehr, łot. Baltijas landesvērs, ros. Прибалтийский ландесвер) – formacja zbrojna Niemców bałtyckich w latach 1918–1919.

## Historia
Po zawarciu rozejmu w Compiègne przez wojska niemieckie na froncie zachodnim 11 listopada 1918 roku, oddziały walczące na obszarze państw bałtyckich otrzymały od aliantów zgodę na kontynuowanie działań zbrojnych w celu ochrony regionu przed wojskami bolszewickimi. Kiedy bolszewicy rozpoczęli ofensywę na Łotwie, Tymczasowy Rząd Łotwy Kārlisa Ulmanisa zawarł z adwokatem Augustem Winnigiem, pełniącym funkcję komisarza ds. krajów bałtyckich, umowę dotyczącą sformowania formacji obrony terytorialnej. Tworzenie oddziałów rozpoczęto w Rydze 7 grudnia 1918 roku. Większość członków formacji tworzyli łotewscy ochotnicy. W jej skład wchodziła także miejscowa szlachta niemiecka i Biali Rosjanie. 29 grudnia tego roku została zawarta dodatkowa umową zapewniająca wszystkim żołnierzom formacji, uczestniczącym w walkach o niepodległość Łotwy, łotewskie obywatelstwo. Uzbrojenie, wyposażenie wojskowe, umundurowanie i konie dostarczało państwo niemieckie. Natomiast aprowizację gwarantowali Łotysze. Na czele formacji nazwanej Baltische Landeswehr stanął mjr Emil von Scheibler, pomimo że strona łotewska chciała wysokiego oficera z jednego z państw Ententy. Początkowo Bałtycka Landeswehra składała się z trzech samodzielnych oddziałów piechoty. Jeden z nich (Batalion Nadbałtycki) składał się wyłącznie z Niemców bałtyckich i byłych żołnierzy Armii Cesarstwa Niemieckiego.
1 stycznia 1919 roku oddziały formacji pod naciskiem przeważających sił bolszewickich wycofały się z Rygi. W rejonie Lipawy zostały przeformowane na sposób typowo wojskowy. Pod koniec stycznia tego roku Bałtycka Landeswehra składała się z 1 Oddziału Szturmowego barona Hansa von Manteuffela-Szoegego, 2 Oddziału kpt. von Iena i 3 Oddziału kpt. Malmedego, 1 Oddziału Kawalerii barona sztabsrtm. Gana, 2 Oddziału Kawalerii barona von Drachenfelsa i 3 Oddziału Kawalerii barona von Engelhardta, Oddziału Saperów barona von Schtromberga, Libawskiego Oddziału Strzeleckiego hr. rtm. Anatolija P. Lievena i Oddziału Rosyjskiego kapitana Dydorowa oraz 1 Oddziału Łotewskiego ppłk. Oskarsa Kalpaksa. Wkrótce władze łotewskie utraciły kontrolę nad formacją. Bałtycka Landeswehra została podporządkowana operacyjnie niemieckiemu VI Rezerwowemu Korpusowi Armijnemu pod dowództwem gen. Rüdigera von der Goltza. 6 lutego dowództwo formacji objął mjr Alfred Fletcher. W wyniku jego działań dowództwo nad poszczególnymi oddziałami objęli niemieccy oficerowie. Liczebność formacji wynosiła wówczas 4,5 tys. żołnierzy, w tym 1,4 tys. Łotyszy.
Pod koniec lutego w rękach sił niemiecko-łotewskich pozostała jedynie Lipawa z okolicami. Na przełomie lutego/marca Bałtycka Landeswehra odniosła na ziemiach łotewskich serię zwycięstw nad wojskami bolszewickimi. Wczesną wiosną doszło do jej reorganizacji. W jej skład wchodziły wówczas: sztab, kompania wartownicza, oddział szturmowy, Batalion (później Pułk) Niemiecko-Bałtycki kpt. Malmedego, Oddział Łotewski ppłk. O. Kalpaksa, a następnie kpt. Jānisa Balodisa (rozwinięty w Łotewską Brygadę Bojową), Oddział Badeński von Medema, Oddział Rosyjski rtm. A. P. Lievena, sześć oddziałów kawalerii, w tym rosyjski i łotewski, oddział lotniczy, oddział sanitarny, oddział pionierów i oddział łączności.
Niemcy postanowili wówczas przejąć kontrolę nad Łotwą. Zabicie trzech żołnierzy formacji zostało wykorzystane jako powód do przeprowadzenia zamachu stanu 16 kwietnia. Powstał nowy proniemiecki rząd łotewski pastora Andrievsa Niedry. Część członków rządu narodowego została aresztowana, pozostali schronili się na statku pod opieką żołnierzy alianckich. Wojska niemieckie kontynuowały antybolszewicką ofensywę, zajmując w końcu maja Rygę. W tej sytuacji łotewscy niepodległościowcy porozumieli się z wojskami estońskimi, które okupowały północną Łotwę. Na początku czerwca gen. von der Goltz rozkazał swoim oddziałom, w tym Bałtyckiej Landeswehrze, zaatakować Estończyków. 19 czerwca doszło do 3-dniowej bitwy pod Wenden, w wyniku której siły estońsko-łotewskie odrzuciły Niemców.
Alianci wymusili zawarcie rozejmu pomiędzy Estończykami, Łotyszami i jednostkami niemieckimi, w tym Bałtycką Landeswehrą, zobowiązując jednostki niemieckie do opuszczenia Rygi do 5 lipca. W tym czasie na Łotwę przybyła brytyjska misja wojskowa na czele z gen. Hubertem Goughiem. Bałtycka Landeswehra została podporządkowana Brytyjczykom. Dowództwo nad formacją przejął ppłk Harold Alexander. Nastąpił proces demobilizacji Niemców w niej służących, którzy przeszli do Legionu Niemieckiego, sformowanego we wrześniu w składzie Zachodniej Armii Ochotniczej księcia płk. Pawła Bermondta-Awałowa. Wielu Niemców w czasach III Rzeszy zostało wysokimi wojskowymi lub działaczami NSDAP. Przeorganizowana formacja została skierowana do walki z wojskami bolszewickimi w Łatgalii. 3 lipca resztki Bałtyckiej Landeswehry zostały oficjalnie rozwiązane. Łotysze przeszli do 13 Tukumskiego Pułku Piechoty armii łotewskiej.
Dla żołnierzy formacji istniało 28 różnych odznaczeń wojskowych. Wśród nich najważniejszy był „Krzyż Bałtyckiej Landeswehry”, nadawany przez Komisję Sztabu Głównego Bałtyckiej Landeswehry.

## Skład organizacyjny
- 1. Deutsch-Balt. Kampfbataillon
- 2. Deutsch-Balt. Kampfbataillon
- 3. Deutsch-Balt. Kampfbataillon
- MG-Scharfschützen-Abteilung

Flaga Niemców bałtyckich

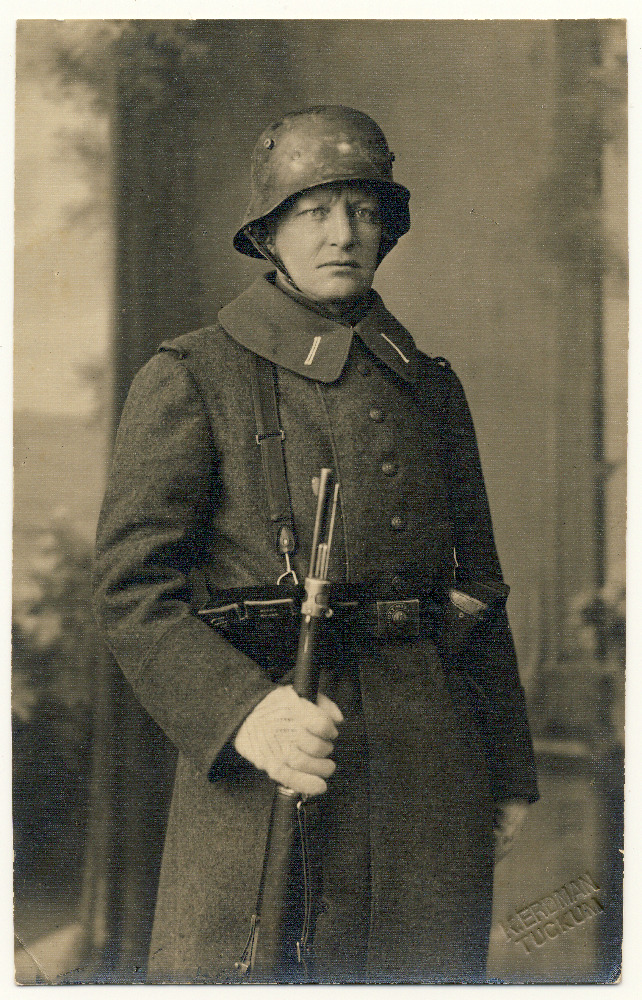
Guido von Maydell w mundurze bałtyckiej Landeswehry

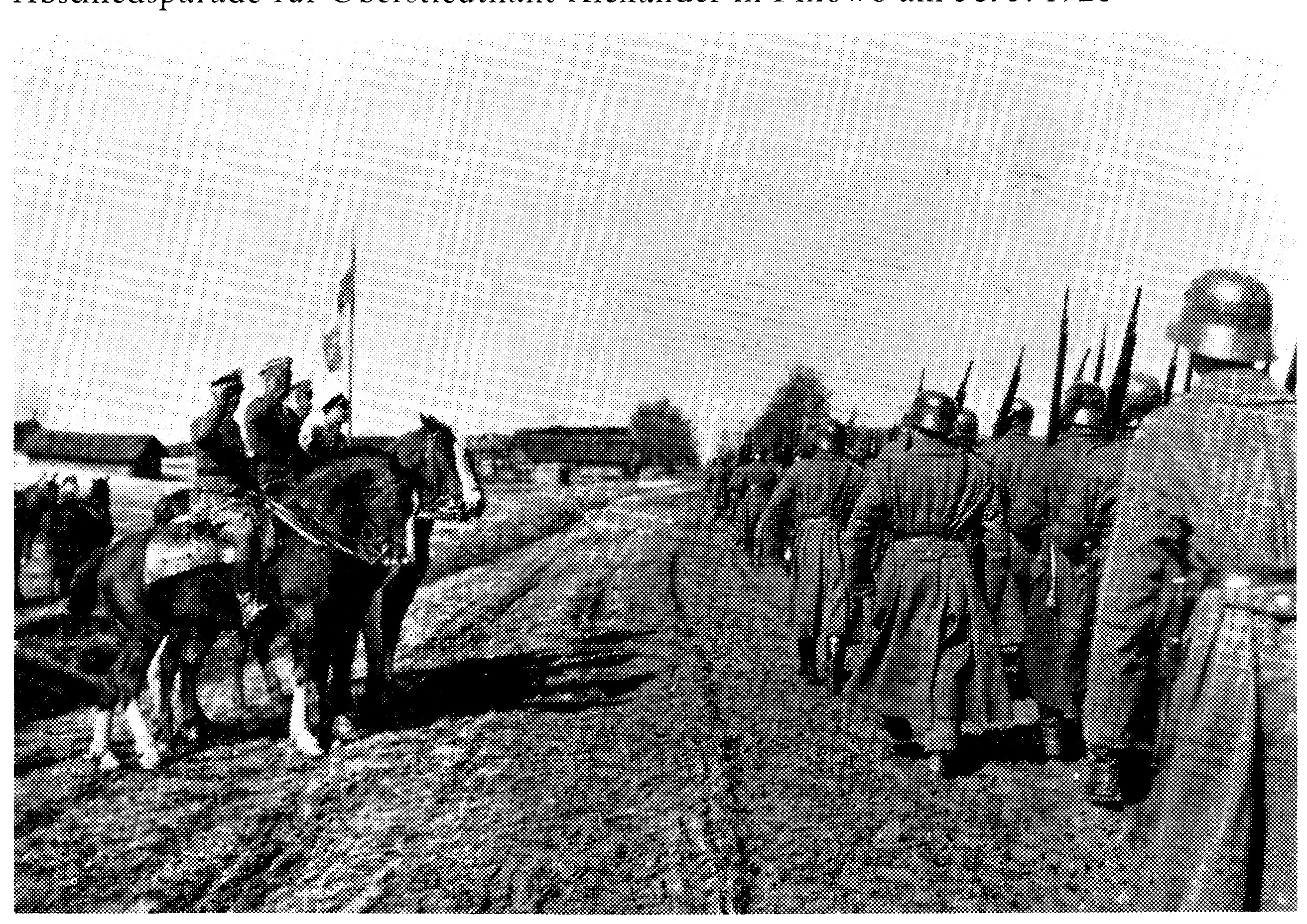
Parada pożegnalna podpułkownika Alexandra 30 marca 1920 r.

- Rosyjski Korpus Ochotniczy Najświatlejszego Księcia Lievena
- Lettische Kampf-Brigade
- Stamm-Kompanie Talssen
- Stamm-Kompanie Tuckum
- Balten-Kompanie des Gouvernement Libau
- Lettische Kavallerie-Abteilung
- Russische Kavallerie-Abteilung
- Kavallerie-Abteilung Engelhardt
- Kavallerie-Abteilung Drachenfels
- Kavallerie-Abteilung Pappenheim
- Kavallerie-Abteilung Halm
- 1. Deutsch-Balt. Batterie
- 2. Deutsch-Balt. Batterie
- 3. Deutsch-Balt. Batterie
- Deutsch-Balt. Haubitze-Batterie
- Russische Batterie
- Badisches Freiwilligen Abteilung Medem
- Lettische Pionier-Kompanie
- Pionier-Abteilung Stromberg
- Balt. Fernsprech-Abteilung
- Lettische Fernsprech-Abteilung
- Balt. Funker-Abteilung
- Flieger-Abteilung 433
- Armee-Kraftwagen-Kolonne 021
- Staffel-Stab der Landeswehr
- Feldlazarett
- Sanitäts-Kompanie
- Sanitäts-Kraftwagen-Zug
- Wirtschafts-Kompanie 1
- Wirtschafts-Kompanie 2
- Bahnschutz-Detachement
- Pferdelazarett
- Sammeldepot Libau